# Артефакти стиснення

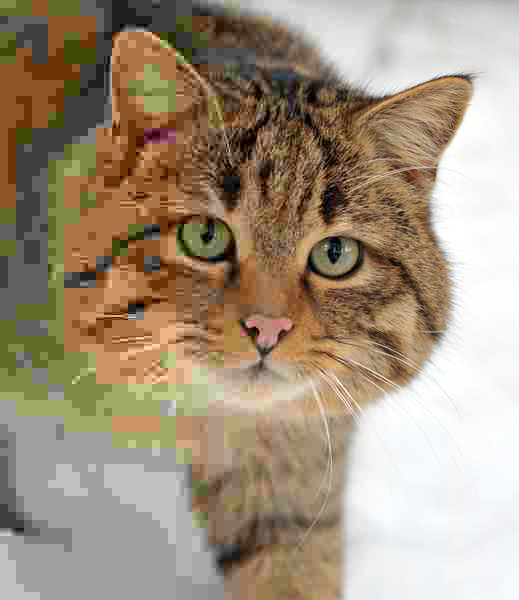
Артефакти стиснення зображення JPEG (ступінь стиснення збільшується справа наліво), добре помітно збільшення блокінг-ефекту

Артефа́кти сти́снення, артефакти стиску, артефакти компресії (англ. compression artifacts) — один із видів цифрових артефактів — 
помітне спотворення цифрових мультимедійних даних (зображення, аудіо, відео) внаслідок стиснення з втратами.
У комп’ютерній графіці розглядаються як різновид цифрового шуму.
При стисненні з втратами частина медіаданих відкидається, таким чином вони достатньо спрощуються, щоб бути збереженими в межах бажаного дискового простору або переданими цифровими каналами чи трансльованими потоком у межах смуги пропускання каналу зв’язку (бітрейту для потокових даних). Чим нижчий бітрейт, рівень якості, тобто чим вищий ступінь стиску, тим помітніші для людського ока чи вуха недоліки стисненого зображення чи звуку. 

## Графічні артефакти стиснення

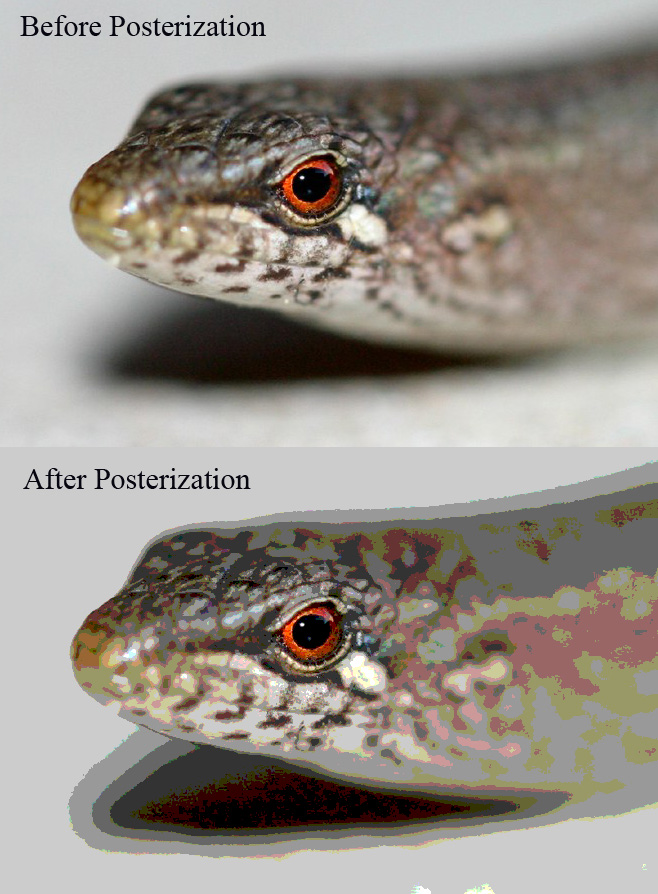
Приклад світлини у форматі JPEG (24-бітний колір або 16.7 мільйонів кольорів) до постеризації, і результат збереження у форматі GIF (256 кольорів). Ефект постеризації особливо помітний на ділянках з плавною зміною тону кольору.

Для стиснення візуальних даних (зображень і відео) широко використовується дискретне косинусне перетворення (ДКП), зокрема в стандарті стискання статичної графіки JPEG, використовуваному у відеоконференціях стандарті H.263, цифрових відеостандартах MPEG (MPEG-1, MPEG-2 і MPEG-4). У цих стандартах застосовують двовимірне ДКП послідовно до блоків зображення розмірністю 8×8 пікселів, отже дискретне косинусне перетворення обчислює 64 коефіцієнти (8×8 = 64), які потім квантуються, забезпечуючи тим самим реальне стиснення.

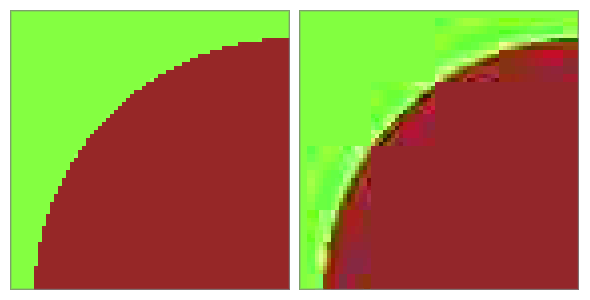
Демонстрація блочних і кільцевих артефактів стиснення.

При використанні ДКП у стисненні зображень і відео з утратами виникають характерні й добре помітні артефакти:
- Блочні спотворення (блочність, блокінг-ефект, англ. blocking, macroblocking) — з’являються переважно в зображеннях, які компресуються за допомогою дискретного косинусного перетворення, оскільки перетворення відбувається блок за блоком без розгляду кореляції між двома сусідніми блоками, це призводить до виникнення блочних артефактів, які з’являються на межах між усіма сусідніми блоками.[3] Блочний ефект є найбільш видимим ефектом серед усіх інших артефактів.[2]

- Кільцеві артефакти (ringing) — спотворення в результаті відсікання інформації у місцях зображення із значними перепадами яскравості. Найчастіше кільцеві артефакти з’являються при використанні вейвлет-кодерів. До кільцевих артефактів також належить артефакт стиснення звуку pre-echo.

- Замилювання, розмивчасті спотворення, ефект розмивання — втрата дрібних деталей зображення,[3] ці артефакти виникають внаслідок відсікання високочастотної складової. Інформація розмивається на краях зображення, на текстурних блоках, де інтенсивно змінюється яскравість. Розмивчасті спотворення майже непомітні, якщо на зображення чи відео дивитись з далекої відстані.[2]

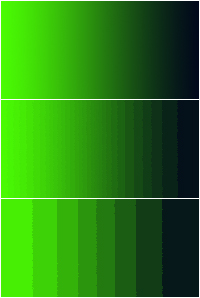
Зображення у форматі JPEG (24-бітний колір або 16.7 мільйонів кольорів) до постеризації і зображення, збережені у форматі GIF (32 кольори та 8 кольорів) — з’явився ефект бандингу.

- Бандинг (англ. banding ‘смугастість’ від band ‘стрічка, бинда, облямівка’) — небажані одноколірні смуги, що виникають на ділянках зображення з плавною зміною кольору, коли глибина кольору недостатня для точної передачі градації тону кольору. Як графічний ефект має назву постеризація англ. posterization від poster, отже в комп’ютерній графіці бандинг — це небажана постеризація. У російській мові поряд з постеризацією це явище також називають рос. изогелия.

### Відео
- Ефект мерехтіння з’являється лише у відеосигналах. Сучасні відеокодери кодують відеозображення як послідовність нерухомих зображень, одне з яких ключове, а інші як допоміжні кадри. Допоміжні кадри кодуються за допомогою методів компенсації руху – на основі різниці між попереднім і наступним кадром. Загальна якість ключових фреймів переважно вища, тому і помилка оцінки руху між допоміжними і ключовими фреймами є більшою, ніж між допоміжними.[2]

## Артефакти стиснення аудіо
Найвідоміші артефакти стиску аудіо — це pre-echo та birdies-ефект.
- pre-echo[en] — кільцевий артефакт (див. вище), що виникає при кодуванні різких чітких звуків (наприклад, звуку ударних інструментів), являє собою луну, яка з’являється перед звуком, що її викликав.
- birdies-ефект (англ. birdies ‘пташки’) — виникає внаслідок зниження шуму.